# Wilhelm Thomas (Politiker, 1875)
Wilhelm Thomas (* 25. August 1875 in Wörrstadt; † 10. November 1955 in Mainz) war ein hessischer Gewerkschafter und Politiker (SPD) und Abgeordneter des Landtags des Volksstaates Hessen in der Weimarer Republik.

## Leben
Wilhelm Thomas war der Sohn eines Schneiders Peter Wilhelm Thomas und dessen Frau Katharina geborene Bucher. Wilhelm Thomas, der evangelischen Glaubens war, war mit Josephina Elisabeth geborene Budi (1879–1960) verheiratet.
Nach Abschluss der Volksschule arbeitete er bis 1910 als Spenglergeselle. Von 1907 bis 1933 war er Vorsitzender des Gewerkschaftskartells und von November 1910 bis zur Machtergreifung der Nationalsozialisten 1933 war er Angestellter des Metallarbeiterverbands und später ADGB-Gewerkschaftssekretär in Mainz.
Seit 1914 war er Vorsitzender des Genossenschaftsrates des Konsumvereins in Mainz und ab 1927 Vorsitzender des SP-Bildungsausschusses und des Arbeiterkulturkartells in Mainz. 1920 bis 1933 war er als Arbeitnehmervertreter der Industrie Mitglied des Vorläufigen Reichswirtschaftsrats.
Während der Zeit des Nationalsozialismus konnte er seine gewerkschaftliche und politische Arbeit nicht fortsetzen. Nach 1945 war er am Wiederaufbau der Gewerkschaften in Mainz beteiligt.

## Politik
Wilhelm Thomas war für die SPD 1919 bis 1933 Stadtverordneter in Mainz. 1928 kandidierte er im Wahlkreis 33 (Hessen-Darmstadt) erfolglos für den Reichstag. Von 1932 bis 1933 war er hessischer Landtagsabgeordneter.